# Michaela Kargbo
Michaela Kargbo (sinh ngày 05 tháng 7 năm 1991) là một vận động viên chạy nước rút thi đấu quốc tế cho Sierra Leone.
Kargbo đại diện cho Sierra Leone tại Thế vận hội Mùa hè 2008 ở Bắc Kinh. Cô thi đấu ở chặng nước rút 100 mét và đứng thứ bảy trong lượt chạy của mình và không tiến vào vòng hai. Cô chạy quãng đường trong khoảng thời gian 12,54 giây.